# Barra de Santana
Barra de Santana è un comune del Brasile nello Stato del Paraíba, parte della mesoregione di Borborema e della microregione del Cariri Oriental.